# Trapeang Prasat
Trapeang Prasat  là một huyện srokthuộc tỉnh Oddar Meancheay tại Campuchia. Theo thống kê năm 1998, huyện có tổng dân số là 25,533.